# Pealius maskelli
Pealius maskelli là một loài côn trùng cánh nửa trong họ Aleyrodidae, phân họ Aleyrodinae.
Pealius maskelli được Bemis miêu tả khoa học đầu tiên năm 1904.